# Pierre Leblanc
Pierre Leblanc, né le 28 janvier 1949, est un sculpteur québécois. Il expose dans de nombreux musées et galeries depuis 1972. Reconnu pour ses sculptures monumentales, cet artiste travailla sur plusieurs projets issus de la Politique d'intégration des arts à l'architecture et à l’environnement des bâtiments publics et ce dans différentes régions du Québec.

## Biographie
Né de parents originaires des Îles de la Madeleine, Pierre Leblanc passe son enfance dans le quartier montréalais Côte Saint-Paul, dans une maison rue Roberval, depuis détruite pour faire place à l'échangeur Turcot. Enfant, Leblanc s’invente des métiers et des travaux manuels inspirés de son père et des chemins de fer qui se déploient dans son paysage quotidien. Bien que la notion d’art n’est pas présente dans sa famille, Pierre Leblanc sait qu’il veut être artiste dès son enfance. Associant plutôt l’art à la peinture, il veut être peintre. « J’ai dû voir un programme ou un film ou je le sais pas, sur la vie de quelqu’un. Personne chez-nous connaissait ça ou parlait de ça. » C’est à l’adolescence qu’il explore davantage la peinture en tant qu’autodidacte et découvre la sculpture.
C’est en travaillant à la Fonderie expérimentale de Pierrefonds avec André Fournelle et Armand Vaillancourt de 1968 à 1972 que Leblanc acquiert une formation en sculpture. En 1974, il quitte Montréal pour s’établir à Val-David, où est toujours son atelier. C’est là, en participant à la création de l’Atelier de l’Île et en y travaillant pendant 7 années consécutives qu’il approfondit ses connaissances en gravure et en lithographie avec Michel Thomas Tremblay et Gilles Boisvert. Parallèlement, Pierre Leblanc se voue à sa carrière de sculpteur et réalise de nombreuses expositions, des performances et des projets d’intégration à l’architecture de grande envergure.

## Œuvre

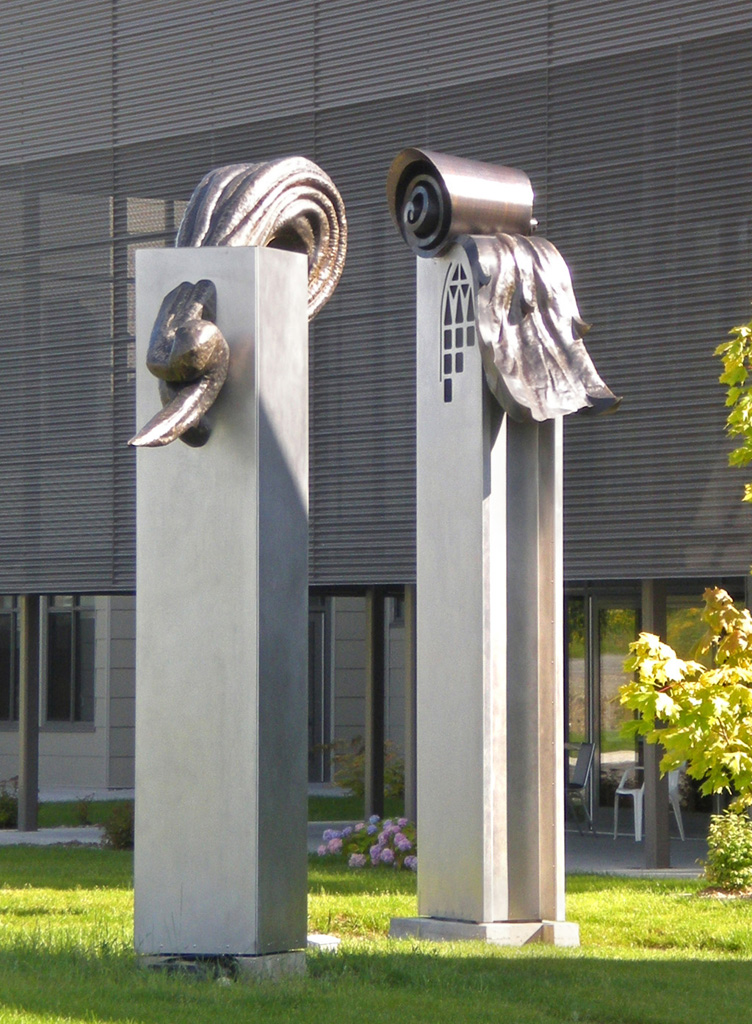
Pierre Leblanc, Il était une fois ou Hommage à Marius Barbeau, 2007-2008, Acier inoxydable, laiton martelé et patiné, CLSC \ CHSLD de la Nouvelle-Beauce à Sainte-Marie (Québec)

Tout au long de sa carrière, Pierre Leblanc présente des œuvres où se mêlent citations, problématiques de société et constat environnemental. Au tournant des années 80, Leblanc présente ses premières séries d’envergure. Avec Action hors sol, Pipe-Line, Attaches et contre-poids et Arches et tensions, l’artiste expérimente les problèmes d’ingénierie et de structure. Des madriers et des poutres d’acier, parfois peintes ou oxydées, liées et attachées, se déploient largement dans l’espace. En salle d’exposition, ces œuvres sont accompagnées de dessins et de maquettes qui agissent en tant que traces laissées par la sculpture. L’œuvre tridimensionnelle se retrouve aplanit et vient parler d’elle-même, de sa conception et de sa présentation.
En 1983, Pierre Leblanc poursuit la réalisation d’œuvres de plus petits formats en présentant non seulement des dessins, mais aussi des photographies et des objets glanés au cours de ses voyages qu’il assemble pour en faire des boîtes-objets. Ainsi, les séries Souvenirs de voyage et Impressions de Provence se retrouvent accrochées au mur dans des composantes de bois peintes en blanc. Dès lors, l’idée de traces laissées sur un territoire prend de l’ampleur et aborde une autre facette, soit les traces laissées par l’homme. Le thème du voyage, de la visite d’un lieu habité et construit par l’homme devient l’élément déclencheur de plusieurs séries, soit Lieux sans temple, Lieux en mémoire et Le calme trompeur des grandes villes. Les boîtes-objets présentent des images « d’accumulations industrielles… érigées tels des temples de la surabondance » et « d’artefacts contemporains pour l’archéologie de demain ». Dans  Lieux sans temples, Leblanc juxtapose des images de ferrailles, de cimetières de voitures ou de montagnes de pneus à des objets de consommation. Les structures blanches construites par l'artiste autour des photographies font référence aux temples antiques en ruine. Cette série de boîtes-objets introduit un constat environnemental dans l'œuvre de l'artiste. Pour la série Lieux en mémoire, c'est la démolition de sa maison d’enfance, exécutée pour construire l’échangeur Turcot, qui inspire Leblanc. Ces œuvres ne sont pas tant une critique de l’action de destruction engendrée par l’homme, mais plutôt une réflexion sur l’importance de la mémoire. Les sculptures de Pierre Leblanc « fouillent notre héritage culturel à travers des métaphores visuelles de lieux, d’événements ou de gens. »  Dans Le calme trompeur des grandes villes, Pierre Leblanc réalise des œuvres inspirées par ses voyages dans de grandes métropoles. En continuité avec les séries précédentes, Paris, Washington et New York sont mises en scène, de façon dramaturgique, par une reconstitution de l’architecture sous forme de maquette et par sa juxtaposition à des photographies prises par l’artiste lors de ses voyages. Le titre, ainsi que les éléments ajoutés à l’ensemble, tel que le pistolet, incitent le spectateur à regarder au-delà de la beauté architecturale et à suspecter la possible présence d’une violence sociale.
En 1994, dans la continuité de ses réflexions sur l’architecture, la société et le temps, le sculpteur réalise la série Le temps stationnaire. Leblanc utilise comme sujet un espace où les heures, les jours, les mois et même les années s’écoulent à un rythme qui peut paraître lourd, soit la prison. Le temps carcéral est alors suggéré dans ces installations par la présence de photographies de la prison de Bordeaux à Montréal. Ces éléments photographiques sont alors juxtaposés à des maquettes et, fait nouveau dans l’œuvre de Leblanc, des néons colorés. Ces derniers, tels des graffitis, prennent la forme des mots « temps », « immobile » et « stationnaire » appuyant ainsi le propos de l’exposition. Les maquettes, quant à elles, reproduisent les éléments architecturaux avancés par les photographies et en soulignent le caractère historique. L’Histoire et le Temps se retrouvent ainsi réunis dans un environnement où tout semble figé, dans l’attente de quelque chose.
Alors que les villes se présentent comme étant l’inspiration majeure de l’œuvre de Leblanc des années 80 et 90, le XXIe siècle pour sa part inspire le sculpteur dans une autre direction, soit la nature. Feuilles, arbres et disamares sont alors disséqués par l’artiste, mais toujours dans une perspective de citation des lieux. Ainsi, l’érable, de par l’omniprésence de cet arbre au Québec, devient le sujet de nombreuses œuvres. Non seulement l’artiste cite des éléments représentatifs du territoire québécois, mais cite aussi des poètes, paroliers ou théoriciens dont les textes viennent appuyer le propos de l'œuvre. Gaston Miron est l’un des personnages le plus cité par Pierre Leblanc. Ayant réalisé l’événement « Les territoires rapaillés » avec Miron et l’artiste René Derouin en 1995, Leblanc continue de perpétuer les paroles de ce poète. Il introduit alors les textes de Gaston Miron directement dans son œuvre, soient découpés dans le métal même de la sculpture. Citation de la nature, des gens qui ont marqué le territoire, mais aussi de l’architecture qui devient elle aussi une source d’inspiration. Il sélectionne des éléments architecturaux représentatifs des lieux qui accueilleront l’œuvre et les reproduit dans sa sculpture. Depuis 2003, le travail de Pierre Leblanc connu une période effervescente. Ce sculpteur réalisa une quinzaine d’œuvres publiques dans différentes régions du Québec.

## Art public
Réalisations dans le cadre de la Politique d'intégration des arts à l'architecture

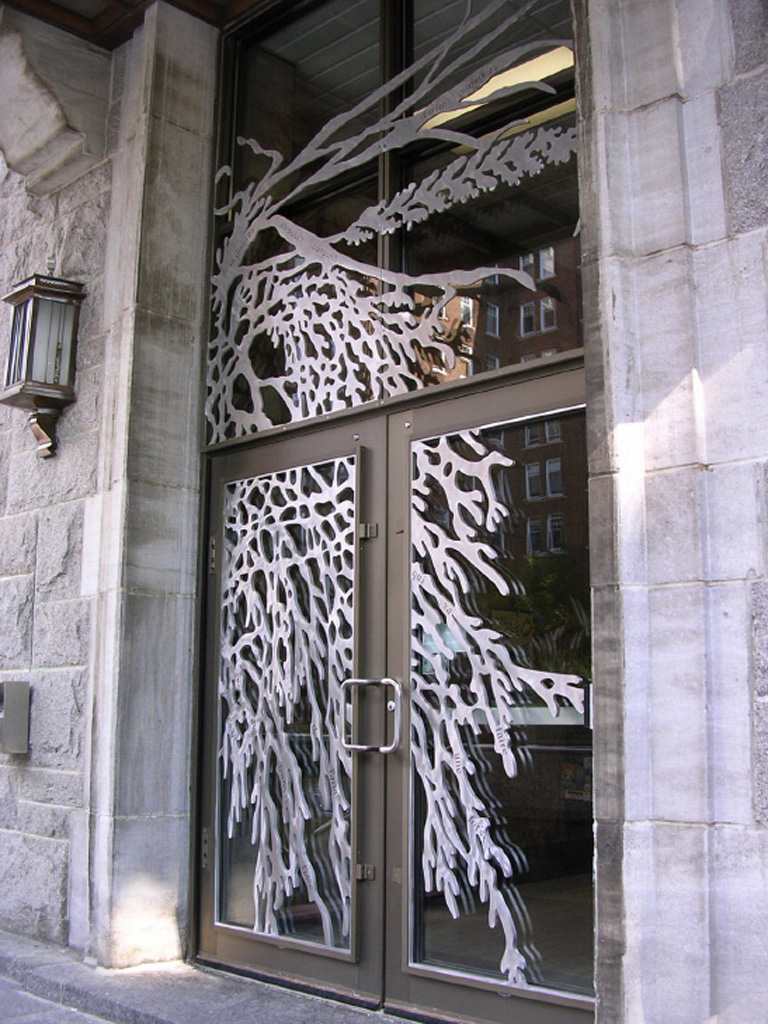
Pierre Leblanc, De Marc-Aurèle Fortin à Vaillancourt en passant par Miron (Détail), 2008, Aluminium brossé, coupé à l'eau, Ministère de la Culture, des Communications et de la Condition féminine (Québec)

- 2014 - Sculpture monumentale extérieure, Pavillon d'Unité de médecine familiale (CSSS de Laval), Laval (en cours d'installation)
- 2010 - Porte du théâtre, Théâtre Hector-Charland, L’Assomption
- 2009 - Sculpture monumentale extérieure et murales intérieures, Université Laval, Pavillon Ferdinand-Vandry, Québec
- 2009 - Murale intérieure, École Saint-Eugène, Mont-Laurier
- 2008 - Portes du ministère, Ministère de la Culture, des Communications et de la Condition féminine, Québec
- 2008 - Sculpture extérieure et murale intérieure, CLSC / CHSLD Saint-Charles de Limoilou, Québec
- 2008 - Sculpture monumentale extérieure, CLSC / CHSLD de la Nouvelle-Beauce, Sainte-Marie
- 2008 - Murale intérieure, Édifice du Centenaire, MRC d’Argenteuil, Lachute
- 2007 - Sculpture extérieure, Centre de formation professionnelle des Moulins, Terrebonne
- 2007 - Murale intérieure, Centre de formation professionnelle Performance Plus, Lachute
- 2006 - Murale extérieure, CLSC / CHSLD de Gatineau, Centre de services à la communauté, Gatineau
- 2004 - Sculpture extérieure, Ministère des Transports, Centre de services, Repentigny
- 2002 - Sculpture monumentale extérieure, Centre Hospitalier Laurentien, Sainte-Agathe-des-Monts
- 1998 - Sculpture extérieure, École primaire Saint-Jean-Baptiste, Val-David
- 1997 - Murale extérieure et relief mural intérieur, Centre de formation du transport routier, Mirabel
- 1994 - Sculpture extérieure, École de la Vallée, Saint-Sauveur
- 1993 - Sculpture extérieure, École de l'Horizon-Soleil, Saint-Jérôme
- 1992 - Sculpture extérieure, École Secondaire Armand-Corbeil, Terrebonne
- 1991 - Sculpture extérieure, École Sacré-Cœur, Saint-Jérôme
- 1990 - Sculpture monumentale extérieure, Édifice Louis-Cyr, ancien palais de justice, Joliette
- 1990 - Murale intérieure, École Sainte-Scholastique, Mirabel
- 1989 - Installation intérieure, École primaire Esther-Blondin, Terrebonne
- 1989 - Murale intérieure, École primaire du Vieux-Chêne, Terrebonne
- 1988 - Installation intérieure, Cégep de l'Outaouais, Campus Félix-Leclerc, Gatineau
- 1988 - Murale intérieure, Bibliothèque municipale Guy-Bélisle, Saint-Eustache
- 1986 - Sculpture monumentale extérieure, Hôpital régional de Saint-Jérôme, Saint-Jérôme
- 1986 - Grille murale intérieure, École primaire des Hautbois, Saint-Colomban
- 1984 - Sculpture extérieure, Bibliothèque Île-des-Moulins, Terrebonne
- 1981 - Sculpture monumentale extérieure, Société de la faune et des parcs, Labelle